# ブスト・アルシーツィオ
ブスト・アルシーツィオ（イタリア語: Busto Arsizio）は、イタリア共和国ロンバルディア州ヴァレーゼ県にある、人口約8万3000人の基礎自治体（コムーネ）。
コムーネ人口は、2021年1月1日現在、ヴァレーゼ県で最大、ロンバルディア州内でも第6位である。

## 地理

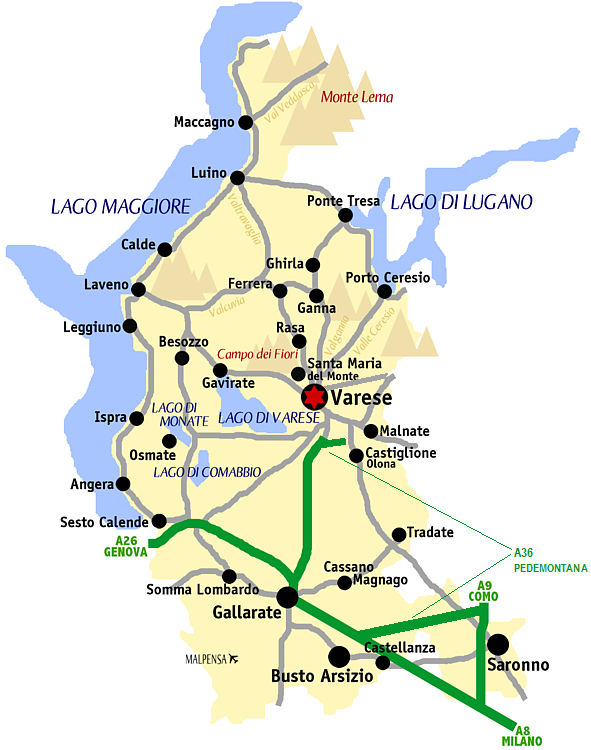
ヴァレーゼ県概略図

### 位置・広がり
ヴァレーゼ県南部に位置するコムーネ。県都ヴァレーゼから南へ23km、ノヴァーラから北東へ26km、州都ミラノから西北西へ31kmの距離にある。

#### 隣接コムーネ
隣接するコムーネは以下の通り。括弧内のMIはミラノ県所属を示す。
| - カッサーノ・マニャーゴ - カステッランツァ - ダイラーゴ (MI) - ファニャーノ・オローナ - ガッララーテ - レニャーノ (MI) - マニャーゴ (MI) - オルジャーテ・オローナ - サマラーテ |

### 地震分類
イタリアの地震リスク階級 (it) では、4 に分類される
。

## スポーツ
- アウローラ・プロ・パトリア1919 - プロサッカークラブチーム
- FVブスト・アルシーツィオ - 女子バレーボールクラブチーム

## 姉妹都市
- ドモドッソラ、イタリア
- エピネー＝シュル＝セーヌ、フランス

## 人物

### 著名な出身者
- ミーナ・マッツィーニ - 歌手。